# Sima Del Polo
Sima Del Polo este o arie protejată (arie specială de conservare — SAC, sit de importanță comunitară — SCI) din Spania întinsă pe o suprafață de 0,06 ha, integral pe uscat.

## Localizare
Centrul sitului Sima Del Polo este situat la coordonatele 40°45′01″N 0°30′06″W / 40.7503°N 0.501589°V.

## Înființare
Situl Sima Del Polo a fost declarat sit de importanță comunitară în iulie 2000 pentru a proteja un număr necunoscut de specii din flora spontană și fauna sălbatică aflate în arealul zonei. Situl a fost protejat și ca arie specială de conservare în februarie 2021.

## Biodiversitate
Situată în ecoregiunea mediteraneană, aria protejată conține 1 habitat natural: Peșteri inaccesibile publicului.
La baza desemnării sitului se află un număr nedeclarat de specii protejate.